# Anjani
Anjani is een bestuurslaag in het regentschap Oost-Lombok van de provincie West-Nusa Tenggara, Indonesië. Anjani telt 13.833 inwoners (volkstelling 2010).